# Defensora Sollerense
La Defensora Sollerense (en català, Defensora Sollerica) és una societat esportiva de Sóller (Mallorca, Illes Balears, Espanya) fundada l'any 1887. L'entitat va ser fundada l'any 1887 amb el nom de Sociedad Defensora Sollerense. Sociedad de artesanos y labradores, recreativa y de socorros mutuos. Com el seu nom indica, era una societat assistencial per als seus afiliats, bàsicament d'extracció social modesta.
L'any 1959 va suprimir totes les seves activitats de previsió social i socors mutus, limitant les seves accions a fins culturals i posteriorment exclusivament esportives.
Actualment La Defensora manté la seva activitat a través del ciclisme i el cicloturisme sota la denominació de Club Ciclista Defensora Sollerense (CCDS), obtenint bons resultats a nivell nacional. Tot i el seu nom, l'associació esportiva fomenta tot tipus d'activitats sense estar necessàriament relacionades amb el ciclisme, com el tir de fona.
L'entitat té la seu al carrer Reial n. 15 des de la fundació de la societat. Amb els canvis a la Societat quant a les seves finalitats ha perdut tota la utilitat que va tenir en temps passats i roman tancat o llogat parcialment amb usos provisionals. Destaca per les seves dimensions el seu teatre, el qual fou protagonista de tota classe d'actes i esdeveniments socials a Sóller en èpoques passades. Va ser cedit a l'Ajuntament l'any 1999, amb el propòsit de restaurar-lo i convertir-lo en un auditori municipal. Paralitzat durant anys, el projecte s'ha reimpulsat recentment.